# Senhora do Porto (kommun)
Senhora do Porto är en kommun i Brasilien.   Den ligger i delstaten Minas Gerais, i den sydöstra delen av landet, 600 km sydost om huvudstaden Brasília. Antalet invånare är 3 493.
Följande samhällen finns i Senhora do Porto:
- Senhora do Porto

Omgivningarna runt Senhora do Porto är huvudsakligen savann. Runt Senhora do Porto är det glesbefolkat, med 8 invånare per kvadratkilometer.